# John Petersen (piłkarz duński)
John Petersen (ur. 4 kwietnia 1943 w Hvidovre) – duński piłkarz występujący na pozycji pomocnika.

## Kariera klubowa
Petersen karierę rozpoczynał w sezonie 1963 w trzecioligowym zespole Hvidovre IF. W debiutanckim sezonie awansował z nim do drugiej ligi, a w sezonie 1964 do pierwszej. W sezonie 1966 zdobył z zespołem mistrzostwo Danii. W sezonie 1968 grał w amerykańskim Boston Beacons z ligi NASL. W 1969 roku odszedł do szwedzkiego drugoligowca, IFK Malmö i występował tam przez trzy sezony. Karierę zakończył w 1972 roku w barwach duńskiego pierwszoligowca, Køge BK.

## Kariera reprezentacyjna
W reprezentacji Danii Petersen zadebiutował 1 grudnia 1964 wygranym 1:0 towarzyskim meczu z Izraelem. W latach 1964–1966 w drużynie narodowej rozegrał 5 spotkań.